# 1. Räumbootsflottille
Die 1. Räumbootsflottille war ein Marineverband der deutschen Kriegsmarine im Zweiten Weltkrieg und in der Nachkriegszeit.

## Aufstellung und Zusammensetzung
Die Flottille wurde im Herbst 1937 in der Ostsee mit den acht neuen Minenräumbooten R 17–R 24 und dem Begleitschiff Zieten (am 10. Mai 1939 in Nettelbeck und am 1. Oktober 1940 in M 538 umbenannt) aufgestellt. Die Boote der Klasse R 17 gehörten zum Typ Räumboot 1934.  Sie waren 36,9 m lang und 5,44 m breit, hatten 1,38 m Tiefgang und verdrängten maximal 128 t. Sie wurden von zwei MAN 8-Zylinder-Viertakt-Dieselmotoren mit jeweils 918 PS angetrieben, hatten zwei Voith-Schneider-Propeller und erreichten eine Höchstgeschwindigkeit von 21,2 kn. Ihr Aktionsradius betrug 900 Seemeilen bei 15 Knoten Marschgeschwindigkeit. Die Bewaffnung der Boote bestand aus zwei 20-mm Maschinengewehren L/65 C/30, und sie konnten bis zu zwölf Minen mitführen, ihre Besatzung zählte 17 Mann.

## Zweiter Weltkrieg

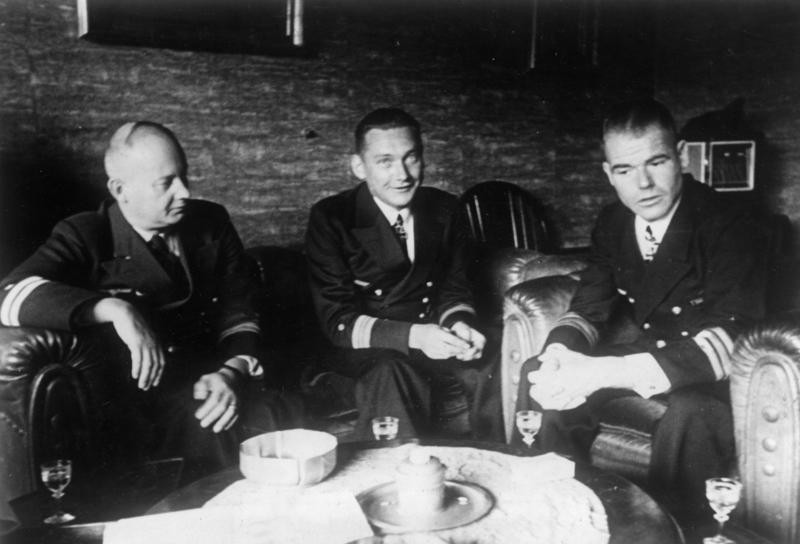
Der Flottillenchef Gustav Forstmann (rechts), Holland, 1941.

Bis Kriegsbeginn im September 1939 unterstand die Flottille dem Befehlshaber der Sicherung der Ostsee, dann ab Mitte September dem Führer der Minensuchboote Ost. Zunächst versah die Flottille Minenräumdienst in der Danziger Bucht und danach allgemeinen Sicherungsdienst in der Ostsee. Sie verlegte dann in die Nordsee. Im April 1940 nahm sie bei der Besetzung Norwegens als Teil der „Kriegsschiffgruppe 5“ an der Eroberung von Horten und mehrerer Inseln im Oslofjord teil; dabei wurde R 17 am Morgen des 9. April im Gefecht mit dem norwegischen Minenleger Olaf Tryggvason versenkt (59°25 N, 10°29 O). Anschließend wurde die Flottille vor der holländischen Küste und im Ärmelkanal eingesetzt. Von Juni 1941 bis Kriegsende war die Flottille wieder in der Ostsee, wo sie Minensperren zur Blockade der sowjetischen Ostseeflotte im Finnischen Meerbusen legte, allgemeinen Sicherungs- und Geleitdienst durchführte und am Schluss bei der Evakuierung von Flüchtlingen und Soldaten aus dem Kurland-Kessel und den ehemaligen deutschen Ostgebieten mitwirkte. Nach der Versenkung des Begleitschiffs M 538 (ex Nettelbeck, ex Zieten) am 21. Juni 1944 bei einem sowjetischen Luftangriff in Reval übernahm das Schwesterschiff M 566 die Funktion des Begleitschiffs für die Flottille.

## Deutscher Minenräumdienst
Nach Kriegsende wurde die Flottille dem Deutschen Minenräumdienst (German Mine Sweeping Administration (GMSA)) unterstellt. Sie unterstand der 1. Minenräumdivision in Kiel und räumte bis zu ihrer Auflösung Ende 1947 Minen in den deutschen Küstengewässern in der westlichen Ostsee. Zur Flottille gehörten in dieser Zeit die Boote M 566, F 1029, R 24, R 43, R 52, R 67, R 68, R 76, R 120, R 127, R 128, R 150 und R 249.

## Boote
Die Zusammensetzung der Flottille änderte sich im Laufe der Jahre durch Verluste, Umgruppierungen und Zuteilung von Neubauten. In der Flottille kamen Boote der Typen Räumboot 1934, Räumboot 1936–42 und Räumboot 1937–43 zum Einsatz. Neben den bereits erwähnten Einheiten dienten die folgenden Boote in der 1. Räumbootsflottille: R 65, R 66, R 69, R 70, R 71, R 72, R 73, R 74, R 75, R 106, R 119, R 145, R 259, R 260, R 268. Das Begleitschiff Nettelbeck wurde am 1. Oktober 1940 zum Minensuchboot M 538 umbenannt.

## Flottillenchefs
- Oktober 1937 – Oktober 1939: Korvettenkapitän Karl Bergelt
- Oktober 1939 – November 1939: Korvettenkapitän Walter Berger
- Dezember 1939 – März 1942: Korvettenkapitän Gustav Forstmann
- März 1942: Korvettenkapitän Claus Henning von Grumbkow
- April 1942 – September 1943: Korvettenkapitän Erich Klünder
- September 1943 – Juli 1944: Kapitänleutnant Walter-Erich Schneider
- Juli 1944 – Ende 1947: Kapitänleutnant Carl Hoff